# Gillertjärnen (Voxna socken, Hälsingland)
Gillertjärnen är en sjö i Ovanåkers kommun i Hälsingland och ingår i Ljusnans huvudavrinningsområde.